# Brachionidium cruziae
Brachionidium cruziae är en orkidéart som beskrevs av Louis Otho Otto Williams. Brachionidium cruziae ingår i släktet Brachionidium och familjen orkidéer. Inga underarter finns listade i Catalogue of Life.